# 1836 Komarov
Az 1836 Komarov (ideiglenes jelöléssel 1971 OT) a Naprendszer kisbolygóövében található aszteroida. Nyikolaj Csernih fedezte fel 1971. július 26-án.
Nevét Vlagyimir Mihajlovics Komarov szovjet-orosz űrhajós, mérnök után kapta.